# Jorge Quiroga
Jorge Fernando "Tuto" Quiroga Ramírez (Cochabamba, 5 de maio de 1960) é um político e engenheiro industrial boliviano que foi o 62º presidente da Bolívia de 2001 a 2002. Ex-membro da Ação Democrática Nacionalista, atuou anteriormente como 36º vice-presidente da Bolívia de 1997 a 2001 no governo de Hugo Banzer e como ministro da Fazenda no governo de Jaime Paz Zamora em 1992. Durante o governo interino de Jeanine Áñez, ele foi brevemente nomeado de 2019 a 2020 como porta-voz internacional do país para denunciar supostas violações de direitos humanos pelo governo anterior.
Quiroga foi candidato nas eleições presidenciais de 2005 e 2014, nas quais o presidente Evo Morales foi eleito para um primeiro e um terceiro mandato, respectivamente. Em ambas as eleições, Quiroga concorreu com a chapa do Partido Democrata Cristão. Na eleição presidencial de 2020, Quiroga concorreu como candidato da coalizão Libre21, mas retirou sua candidatura em 11 de outubro de 2020 (sete dias antes da eleição) em uma tentativa malsucedida de unificar a oposição boliviana e impedir que o candidato socialista do MAS-IPSP, Luis Arce, saísse vitorioso.

## Biografia e início de vida
Quiroga nasceu em Cochabamba. Ele se formou em engenharia industrial pela Universidade A&M do Texas em 1981, tornando-se o primeiro chefe de estado formado por essa universidade. Trabalhou para a IBM em Austin, Texas, enquanto fazia mestrado em administração de empresas na St. Edward's University. Ele e sua esposa americana, Virginia, voltaram para a Bolívia. Ele tem quatro filhos: Vanessa Elena, Cristina Andrea, Adriana Patricia e Jorge Cristian.
Em abril de 2025, casou - se com Milena Dobronic, em uma cerimônia familiar, realizada em Cochabamba.

## Vice-presidente da Bolívia (1997–2001)
Quiroga foi Ministro da Fazenda em 1992. Foi eleito Vice-Presidente da Bolívia em 1997, concorrendo com o ex-ditador Hugo Banzer na chapa Ação Democrática Nacionalista. Aos 37 anos, foi o vice-presidente mais jovem da história da Bolívia.
Durante seu mandato, desenvolveu-se uma amarga divisão dentro da ADN (Ação Democrática Nacionalista) entre Banzer e Quiroga. A facção de Banzer, conhecida como “dinossauros”, era composta pela velha guarda do partido, tinha menos inclinação ideológica e estava preocupada principalmente em manter o poder e preservar a reputação histórica de Banzer. Em contrapartida, a facção dos “Smurfs” de Quiroga era composta por tecnocratas linha-dura do livre mercado e estava muito mais disposta a usar a força contra os manifestantes do que os “dinossauros”.

## Presidente da Bolívia (2001–2002)

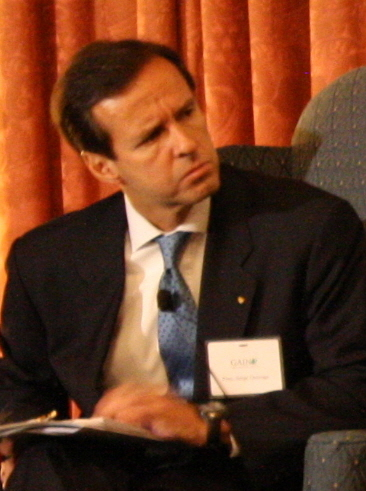
Quiroga em maio de 2012.

Ele se tornou presidente quando Banzer renunciou devido a problemas de saúde (Banzer morreu um ano após sua renúncia). Quiroga assumiu o cargo de presidente interino em 1º de julho de 2001 e foi empossado em 7 de agosto, para completar o mandato de cinco anos de Banzer.
Pouco depois de se tornar presidente, ele disse a um repórter da revista New Yorker: “Nós [Bolívia] seremos o coração vital da América do Sul...”, acreditando que as exportações de gás elevariam a economia, que uma rodovia transcontinental há muito tempo esperada, ligando o Brasil ao Chile, seria construída passando pela cidade boliviana de Cochabamba e que cabos de fibra óptica seriam instalados em breve. Ele culpou a hipocrisia do livre comércio dos Estados Unidos e da Europa pela falta de progresso econômico da Bolívia, dizendo que “a Bolívia é a economia mais aberta da América Latina. Enquanto isso, os subsídios agrícolas americanos e europeus, juntamente com as tarifas sobre produtos têxteis e agrícolas, tornam impossível para a Bolívia vender suas exportações no Norte Global. Eles nos dizem para sermos competitivos enquanto amarram nossos braços atrás das costas”. Quando perguntado sobre as guerras da água na Bolívia em 2000, ele disse: “Muitas coisas certamente poderiam ter sido diferentes ao longo do caminho, com vários atores diferentes. O efeito líquido é que hoje temos uma cidade sem solução para o problema da água. No final, será necessário trazer investimentos privados para desenvolver a água.”

## Pós-presidência

### Eleições presidenciais de 2005
Ele concorreu como candidato nas Eleições Gerais de 2005, formando uma  nova coalizão de centro-direita conhecida como Poder Social e Democrático (PODEMOS), que incluía a maior parte da antiga organização ADN de Banzer. Ele perdeu, obtendo 28,62% dos votos. Ele havia escolhido María René Duchén, uma conhecida jornalista, como sua companheira de chapa. Antes das eleições, as pesquisas o colocavam em um segundo lugar próximo ao de seu principal rival, Evo Morales, mas os resultados finais mostraram que este último foi o vencedor com maioria absoluta, portanto sem a necessidade de recorrer ao Congresso.
Vale ressaltar que, para o processo eleitoral de 2005, ele teve o apelido “Tuto” (pelo qual era conhecido na vida política do país) oficialmente adicionado ao seu nome para aparecer como “Tuto Quiroga” na cédula de votação.

### Eleições presidenciais de 2014
Em 2014 tentou novamente concorrer à presidência da Bolívia pelo Partido Democrata Cristão (PDC), acompanhado por Tomasa Yarhui Jacomé, advogada e ex-ministra de Assuntos Camponeses ficando em terceiro lugar com 9,04% dos votos.

### Crise política de 2019

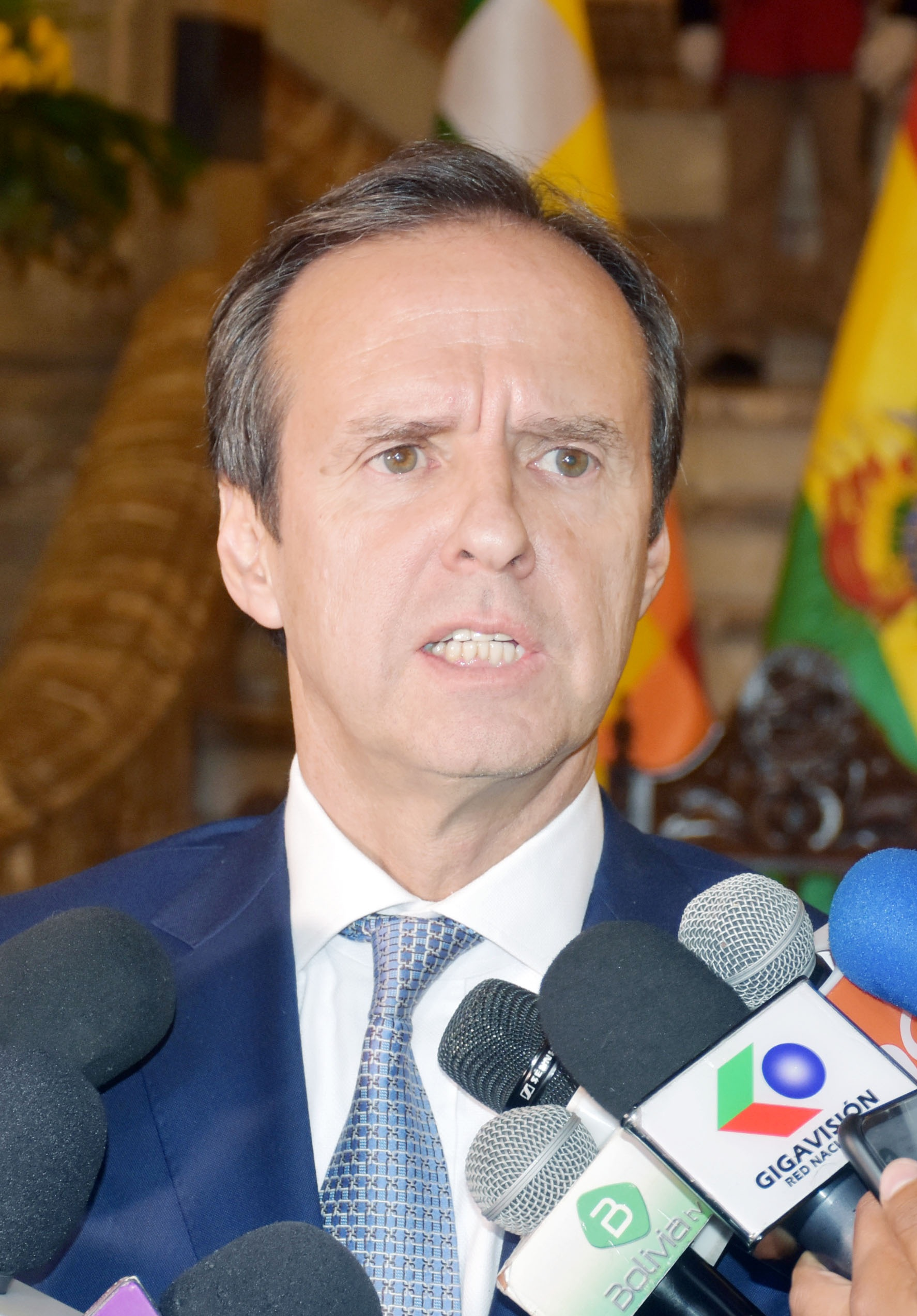
Quiroga em 2019.

O ex-ministro da Presidência, Jerjes Justiniano Atalá, revelou que Quiroga estava em uma das reuniões em que foi oferecida a presidência do país a Jeanine Áñez. Ele até disse que havia telefonado para a então senadora Añez para perguntar se “ela também iria renunciar”. Quiroga desempenhou um papel transcendental nas reuniões secretas que ocorreram na Universidade Católica Boliviana (UCB) durante a crise política de novembro de 2019. Tanto que chegou a instruir o Comandante da Força Aérea Boliviana (FAB) a permitir a partida do avião que transportava o então presidente Evo Morales e outras autoridades para o Peru, que tinha o México como destino final.  Posteriormente, Quiroga admitiu que autorizou o pouso e a decolagem do avião mexicano que transportava Evo Morales para, em suas palavras, “pacificar o país”. Quiroga argumentou que ao permitir que Evo Morales deixasse a Bolívia naquele avião significava a abdicação do cargo presidencial e, portanto, “tornava efetiva a sucessão constitucional”. Em 2 de dezembro de 2019, o governo interino de Jeanine Áñez nomeou Quiroga como delegado internacional em uma missão especial para denunciar supostas violações de direitos humanos cometidas pelo governo deposto de Morales.  Ele ocupou o cargo por pouco mais de um mês antes de renunciar em 8 de janeiro de 2020 para anunciar sua candidatura presidencial para eleições antecipadas no final daquele ano.

### Eleições presidenciais de 2020
Para as eleições de 2020, ele concorreu como candidato à presidência, acompanhado novamente por Tomasa Yarhui Jacomé como candidata à vice-presidência, dentro da aliança Libre21-Libertad y Democracia, formada pelo Movimento Nacionalista Revolucionário (MNR) e pelo Movimento pela Soberania (MPS).
Durante toda campanha eleitoral, ele ficou em torno do sexto lugar, obtendo entre 1% e 2% nas pesquisas de opinião e nunca ultrapassando 7%. Em 11 de outubro de 2020, uma semana antes das eleições programadas, Quiroga anunciou que ele e sua companheira de chapa estavam desistindo da corrida presidencial, declarando que a desistência se devia à incapacidade de socializar efetivamente suas propostas, bem como de evitar uma vitória contundente de Luis Arce, candidato do partido Movimento ao Socialismo.

### Eleições presidenciais de 2025
Para as eleições de 2025, ele apresentou sua candidatura presidencial com a aliança Libre (Libertad y República), composta pela Frente Revolucionária de Esquerda (FRI) e pelo Movimento Democrata Social (MDS).